# Limestone megye (Texas)
Limestone megye az Amerikai Egyesült Államokban, azon belül Texas államban található. Megyeszékhelye Groesbeck, legnagyobb városa Mexia. Lakosainak száma 22 146 fő (2020. április 1.). Limestone megye Leon, Navarro, Freestone, Robertson, Hill, Falls és McLennan megyékkel határos.

## Népesség
A megye népességének változása:
| Lakosok száma | 23 460 | 23 524 | 23 601 | 23 326 | 23 320 | 22 146 |
|               | 2010   | 2011   | 2012   | 2013   | 2015   | 2020   |